# جامعة لابي
جامعة لابي (بالفنلندية: Lapin yliopisto) تقع في مدينة روفانييمي، الفنلندية. تأسست في عام 1979.
تنقسم الجامعة إلى أربعة كليات هي :
- كلية الفن والتصميم
- كلية التربية
- كلية القانون
- كلية العلوم الاجتماعية

كان هناك أيضا كلية الأعمال والسياحة، لكنها الآن جزء من كلية العلوم الاجتماعية.
المركز القطبي في الجامعة هي مؤسسة أبحاث رئيسية.
الجامعة هي عضو في شبكة جامعات القطب الشمالي ويقوم بدور الأمانة الدولية للشبكة.